# LUNA LLENA
『LUNA LLENA』（ルナ ジェナ）は、日本の歌手・郷ひろみが1993年5月21日にSony Recordsから発売した28枚目のオリジナル・アルバムである。

## 内容
前作『CATALONIAN BLOOD』から約1年ぶりの作品。本作はプリンスやクインシー・ジョーンズ、マイケル・ジャクソンとの仕事で知られるレコードプロデューサーのTommy Vicari、サウンドプロデューサーの林有三を起用して制作している。鈴木雅之や安全地帯など多数のアーティストの曲のカバーが収録されている。郷は1993年を最後に作詞・作曲両方を手掛けた曲を作ってない。

## 収録曲
1. たとえきみがどこにいこうと（4:53）[1]
作詞：西尾佐栄子
作曲：中崎英也
編曲：林有三
鈴木雅之のカバー。
2. 月に濡れたふたり（4:57）[1]
作詞：松井五郎
作曲：玉置浩二
編曲：林有三
安全地帯のカバー。
3. 蜜月の窓辺（4:17）[1]
作詞：及川眠子
作曲：羽田一郎
編曲：林有三
4. 見つめて Carry On（4:27）[1]
作詞・作曲：原田真二
編曲：林有三
原田真二のカバー。
5. 水の女（3:58）[1]
作詞：南風沙子
作曲：郷ひろみ
編曲：林有三
6. ほかの誰かに愛されるより（5:08）[1]
作詞：田久保真見
作曲：大門一也
編曲：松本晃彦
7. 夢見る頃を過ぎても（4:18）
作詞：来生えつこ
作曲：来生たかお
編曲：林有三
8. プライド未満（3:59）[1]
作詞：及川眠子
作曲：中崎英也
編曲：林有三
9. Fake（4:55）[1]
作詞・作曲：郷ひろみ
編曲：松本晃彦
10. 僕がどんなに君を好きか、君は知らない（リミックス・ヴァージョン）（5:23）[1]
作詞：芹沢類
作曲：楠瀬誠志郎
編曲：山本健司
楠瀬誠志郎のカバー。
11. ビター・ドリーム〜誰かを好きになると〜（5:26）[1]
作詞：風堂美起
作曲：楠瀬誠志郎
編曲：林有三
楠瀬誠志郎「かなしいよろこび ~誰かを好きになると~」のカバー。

## 参加ミュージシャン
- Vocal：郷ひろみ
- All Instruments：林有三（#1,2,3,4,5,6,7,8,11）,松本晃彦（#9）大竹徹夫（#9）
- Co-Arrangement：大竹徹夫（#9）,山本健司（#10）
- E.Guitar：松原正樹（#1,3,8,11）古川望（#2）, 梶原順（#4, 5）, 是永巧一（#6）, 松下誠（#7,10）
- E.Guitar Sample：是永巧一（#9）
- A.Guitar：梶原順（#4）
- Synth.Operator：藤本幸義（#1,2,3,4,5,7,8,11）,大竹徹夫（#9）,松武秀樹（#10）
- Sax：平原智（#1,2）
- E.Bass：渡辺直樹（#10）
- Drums：島村英二 （#10）
- Keyboard：中西康晴（#10）
- L.Perc：鳴島英治（#10）
- Strings：反田啓明（#10）
- Background Vocals：高尾直樹（#1,3,4,5,8,11）, Candy（#1,3,4,5,8,11）, 鈴木雄大（#1,3,4,5,8,11）, 郷ひろみ（#1,4,7,9）, EVE（#6,9）

## タイアップ
- フジテレビ系列ドラマ『正しい結婚』主題歌 (#10)